# 內華達北方鐵路博物館

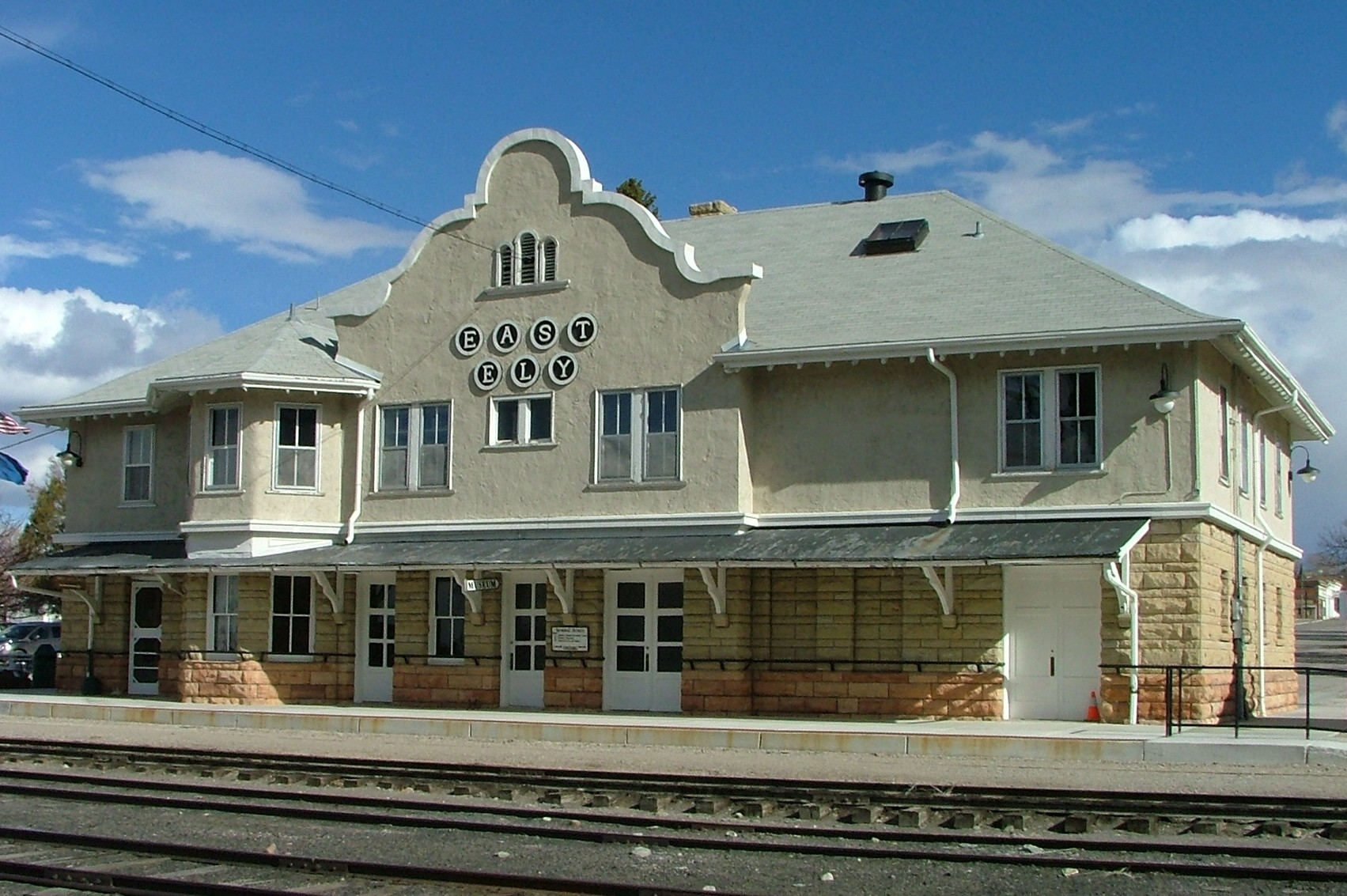
东伊利車庫，由內華達北方鐵路興建於1907年。

內華達北方鐵路博物館是位於内华达州伊利的铁路博物馆和觀光铁路，由致力於保存內華達州北方鐵路的歷史基金會經營。
博物館的活動包括復舊與動態保存具歷史性的鐵路設備，以及實地體驗，還有各種特殊活動（例如萬聖節的特別列車和耶誕節的耶誕老人主題列車。 這裡是世界上少數可讓遊客實地操作蒸汽火車的地方之一，不過需要預約。

## 位置與歷史
博物館位於原屬內華達北方鐵路的東伊利站場 ，在美国国家历史古迹名录中被列为内华达北方铁路东伊利站場與機廠。 2006年9月27日，铁路场站被指定为国家历史地标区。 此處被認為是美國保存最完好的20世紀初鐵路站場之一，也是該地區銅礦開採業成長過程中的重要一環。興建於20世紀的第一個十年，本站提供客運與貨運服務到1983年，由所有者肯尼科特铜业公司（Kennecott Copper Company）將站場捐贈給當地一家非營利性組織進行保存。 

## 收藏品
博物館的收藏品包括鐵路的四部蒸汽機車，一部電力機車和幾部柴電機車，以及一整套維護設備以及眾多歷史悠久的貨車和客車。蒸汽機車中，40號與93號用於定期舉辦的活動中，81號正在大修以恢復可動狀態。  40號機車是內華達州的官方機車。博物館還保留著可觀的原使用車輛，包括可追溯到1910年代的客車廂，木製篷車，礦車和工程列車。還擁有美國鐵路線仍使用之最古老的罐車和最古老的燃煤蒸汽起重機。 
2002年在盐湖城举行冬季奥运会，內華達北方鐵路參加了奧林匹克蒸汽車隊，搭載觀眾前往希伯河谷铁路上的士兵山谷奧運場館；本路派出93號機車到猶他州。在奧運會開幕式的前一天，93號機車與希伯河谷鐵路的兩部蒸汽機車組成三重連，牽引特別列車將將聖火從士兵山谷運送到犹他州希伯市，作为傳遞聖火的一部分。 
2020年11月上旬，40號機車因應联邦铁路管理局（FRA）規定的1,472天檢查和大修而停用。預計40號機車將在2022年再次投入使用。目前正努力讓81號機車恢復可動，希望在2021年陣亡將士紀念日週末之前再次運行。到2022年，博物館會有三輛可動的蒸汽機車（40、93、81號）。

## 站房
東伊利站原为內華達北方鐵路的客運服務，建于1907年，屬於傳教復興風格建築，但也混合新文藝復興建築風格 。
站房大樓為石製地基的兩層樓建築，一樓使用粗琢石，二樓使用粉飾灰泥，兩層樓之間以一條粉刷的石帶分隔。山牆的曲線呈現了典型的傳教復興風格。內部完整保留了男女分離使用的候車室、行李室、特快車候車室。辦公室位於二樓。 
本站是內華達北方鐵路的重要車站，是白松县铜矿產區的礦物主要裝載點。鐵路公司和伊利市居民因為站場的位置與名稱發生過爭議，市民成功起訴鐵路，將站名從伊利更改為東伊利，以反映其與主城區的距離。本路最初由內華達州共同銅業公司（Nevada Consolidated Copper Company）擁有，1933年肯尼科特銅業公司（Kennecott Copper Company）接手採礦後，鐵路被一併移交。內華達北方鐵路於1941年停止客運服務，  本站被肯尼科特公司用作辦公室到1985年。內華達州在1990年為博物館購得了該倉庫。 
東伊利站場（East Ely Depot）於1984年被列入国家历史古迹名录。

## 觀光鐵路
博物館和伊利市擁有整個內華達北方鐵路的原始路線，但目前僅於露絲（Ruth）到伊利之間，以及伊利到麥吉爾（McGill）之間的路段行駛列車。另一段路線位於內華達州夏夫特（Shafter）連接到聯合太平洋鐵路幹線的路線，則用於停放車輛。
本路機廠員工於2008年收養一隻橘白相間的流浪貓，命名為「髒髒（Dirt）」，頗受員工與觀光客喜愛。Dirt已於2023年1月10日過世。員工們後又收養一隻流浪貓，命名為小髒髒（Dirt Junior, DJ），在髒髒過世接任廠貓。